# Quercus dinghuensis
Quercus dinghuensis és una espècie de roure que pertany a la família de les fagàcies i està dins del subgènere Cyclobalanopsis, del gènere Quercus.

## Descripció
Quercus dinghuensis és un arbre perennifoli que pot arribar a fer 8 m d'alçada. Les branques del primer any són de color marró grisenc, solcades, ceroses, amb pèls tomentosos vermellosos; les branques del segon any són de color cendra i fosques, glabrescents. El pecíol fa entre 1 a 1,5 cm, les fulles són oblongues-el·líptiques, de 8-9 × 2-2,5 cm, tomentosa de color marró pàl·lid, glabrescent, de color verd grisenc cara inferior, de color verd fosc cara superior, base cuneada a estretament arrodonida, marge sencer i lleugerament recorbada, àpex arrodonit; té 12 o 13 nervis secundaris a cada costat del nervi mitjà. Les infructescències es fan en els brots nous terminals, inferiors a 1 cm, generalment de 2 glans. La cúpula és en forma de bol, d'un 1,8 × 2-2,5 cm, inclosa 1/3 de la gla aproximadament, a l'exterior és tomentosa de color marró grisenc però glabrescent, la paret fa uns 4 mm i és dura i les seves bràctees està formada per 4 o 5 anells; i marge sencer. Les glans són el·lipsoides de 3-3,5 × 1,7-2 cm amb una cicatriu d'uns 5 mm de diàmetre, lleugerament convexa; els seu estilopodi és persistent i evident.

## Distribució
Quercus dinghuensis creix a la província xinesa de Guangdong (Ding Hu Shan), als boscos muntanyencs perennifolis de fulla ampla, al voltant de 1000 m.